# Sidney Herbert, 1:e baron Herbert av Lea
Sidney Herbert, 1:e baron Herbert av Lea,  född den 16 september 1810, död den 2 augusti 1861, var en brittisk politiker. Han var son till George Herbert, 11:e earl av Pembroke, far till 13:e och 14:e earlen och till diplomaten Michael Herbert.
Herbert var 1832–1861 medlem av underhuset och tillhörde där sir Robert Peels grupp inom det konservativa partiet. Han var i Peels första ministär (1834–1835) sekreterare vid Board of Control, blev i den andra först sekreterare vid amiralitetet (1841) och sedan krigsminister med säte i kabinettet (1845), följde Peel vid dennes övergång till frihandeln 1846 och avgick samma år med sin chef.
Som krigsminister inträdde Herbert i december 1852 i lord Aberdeens koalitionsministär, blev efter dess störtande (januari 1855) statssekreterare för kolonierna under Palmerston, men nedlade redan efter några veckor detta ämbete som en protest mot tillsättandet av en undersökningskommission rörande de militära förberedelserna till Krimkriget, för vilka han som krigsminister delvis burit ansvaret.  
Herbert blev efter Krimkriget ledaren för dem, som påyrkade en grundlig arméreform, samt genomförde som krigsminister under Palmerston (juni 1859–juli 1860) flera betydelsefulla förbättringar i härens organisation. Det uppslitande arbetet nedbröt hans hälsa, han nödgades först flytta upp till överhuset (som lord Herbert av Lea) och sedan avgå, men avled några veckor senare. 
Herbert var en ivrig filantrop, ivrade särskilt för bättre bostadsförhållanden åt jordarbetarna och främjade verksamt emigrationen till kolonierna. Florence Nightingales utsändande till fältsjukhusen under Krimkriget var hans verk, och undersökningskommissionen vitsordade sedermera hans nit och plikttrohet.